# Рівненський обласний академічний український музично-драматичний театр
Рівненський обласний академічний український музично-драматичний театр — головна театральна сцена Рівненщини.

## Загальна інформація
Рівненський обласний академічний український музично-драматичний театр розташований у само́му середмісті Рівного в спеціально збудованому приміщенні за адресою:
Театральна площа, 1, м. Рівне—33028 (Україна).
Головна сцена театру здатна розмістити 639 глядачів, у тому числі в партері 170 місць, у амфітеатрі — 204 місця, бельетажі — 80 місць.
У театрі постійно працює мала сцена, що за своїм світловим та звуковим устаткуванням, обладнанням глядацької зали на 100 місць, є однією з найкращих в Україні. У свій час тут було проведено перший республіканський огляд вистав малих сцен.
Вперше за всю історію українського театру при стаціонарній установі почав був діяти театр просто неба — це конструкція побудови рівненського театру дала змогу використати внутрішній театральний дворик, що має форму прямокутника. Тут була побудована театральна сцена зі звуковим та світловим устаткуванням і глядацька зала на 256 місць.
Директор і художній керівник театру — Петрів Володимир Юліанович.
3D Мандрівка театром.

## З історії театру
Український музично-драматичний театр у Рівному (тоді Ровно) засновано в грудні 1939 року на базі Мелітопольського українського музично-драматичного театру.
Під час Німецько-радянської війни заклад не діяв, відновив роботу 1944 року.
Від 1965 року — театр розмістився у новозведеному функціональному приміщенні й носив назву Ровенський український музично-драматичний театр імені М. Островського.
Рівненський музично-драматичний театр уславився тим, що са́ме на його сцені вперше в Україні було здійснено прем'єрну постановку «Короля Лір» Вільяма Шекспіра, а також тим, що у виставі театру «Украдене щастя» Івана Франка у свій час грали народні артисти Наталія Ужвій та Амвросій Бучма.
Від 1991 року відбувається становлення та утвердження театру молодої української держави. Відтак, оновлюється репертуар — зокрема, на сцені Рівненського українського музично-драматичного театру вперше у світі здійснена інсценізація та постановка роману земляка Уласа Самчука «Марія» народна трагедія «Сльози Божої Матері».
У травні 2003 року колектив театру втілив у життя свій давній задум, поставивши історичну драму Омеляна Огоновського «Гальшка Острозька», що відтворює сторінки з життя наших предків, князів Острозьких, що діяли на теренах нашого краю у XVI столітті.
29 липня 2005 року Рівненський обласний музично-драматичний театр став академічним й отримав сучасну назву — Рівненський обласний академічний український музично-драматичний театр.
2007 року режисер-постановник вистави «Берестечко» (за однойменним романом Ліни Костенко) Олександр Дзекун і виконавець головної ролі (Богдана Хмельницького) заслужений артист України, директор театру Володимир Петрів були висунуті колективом Національного університету «Острозька академія» на здобуття Національної премії імені Тараса Шевченка. Згідно з Указом Президента України від 3 березня 2008 року вони стали лауреатами цієї найпрестижнішої творчої нагороди держави за 2008 рік.

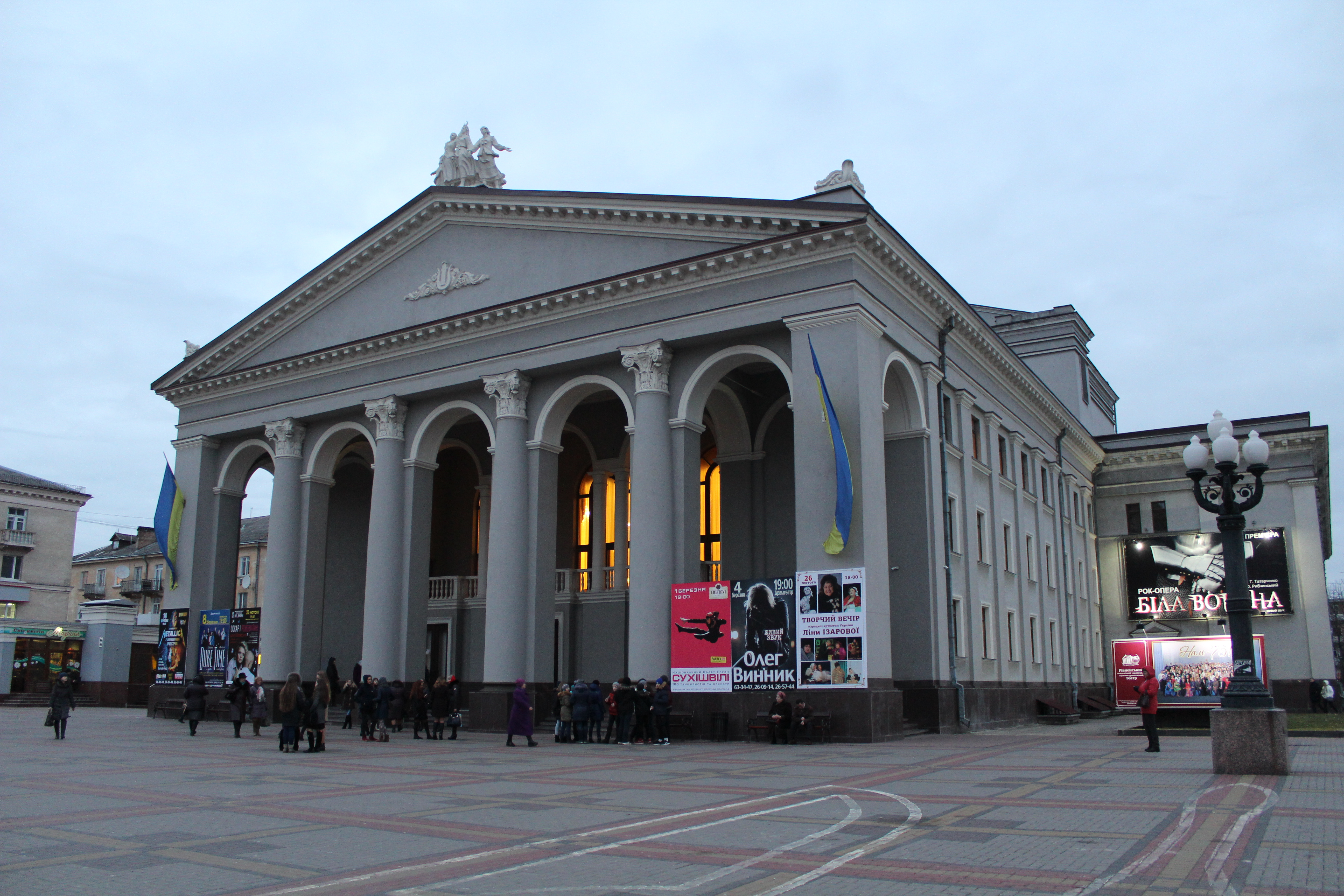
Театр під час реконструкції. 2009 рік

2009 року в зв'язку з реконструкцією Театральної площі (будівництво підземного торговельного центру, упорядкування майдану, відновлення ремонтних робіт у низці будівель, що оточують площу, зокрема, в колишньому готелі «Україна») театр на деякий час припиняв свою діяльність через загрозу ушкодження приміщення закладу.
27 жовтня 2020 року театр закрився через потрапляння міста Рівне до «червоної зони».

## Репертуар, творчий склад і діяльність
Сьогоднішня репертуарна афіша театру — українська та іноземна класика, вистави сучасних авторів, різних за жанрами, стилістичними особливостями, манерою акторського виконання, збагачує сучасне театральне мистецтво України, розвиває та примножує найкращі традиції національного театрального мистецтва.
Великим успіхом користуються вистави театру «Суперники» М. Манохіна та «Марія Тюдор» за В. Гюго у постановці заслуженого артиста України Володимира Петріва, з успіхом на сцені театру в теперішній час йдуть вистави «Дуже проста історія» М. Ладо та «Сон літньої ночі» за В. Шекспіром у постановці режисера Сергія Павлюка (м. Київ), «Сорочинський ярмарок» за М. Гоголем та «Пошились у дурні» М. Кропивницького (режисер О. Олексюк), «Вишневий сад» А. П. Чехова (режисер Д. Лазорко), «На щастя всім розбилась супниця» Р. Ламуре (режисер О. Олексюк), «Одкровення від Івана» А. Крима (режисер В. Петрів) та інші.
У театрі плідно працювали народні артисти України Анатолій Гаврюшенко, Володимир Сніжний, нині працюють народні артисти України Ніна Ніколаєва, Георгій Морозюк, Ліна Ізарова, Володимир Петрів, заслужені артисти України Марина Яриш, Володимир Дьяков, Галина Цьомик, Віктор Янчук, Андрій Куделя, Станіслав Лозовський.
Для постановок театр запрошує провідних майстрів сцени, режисерів, сценографів, як з театрів України, так і з закордону. Так, постановку драми Л. Українки «Камінний господар» здійснив режисер Олександр Сторожук (м. Львів), музично-фантастичну комедію «Русалчина ніч або Утоплена» М. Старицького та комедію жахів «Будьте здорові !» П. Шено режисер Тернопільського академічного театру ім. Т. Г. Шевченка В'ячеслав Жила, «Рецепт її молодості» К. Чапека, музичну феєрію «А Рим палав … коханням» за Плавтом, шлягери з найпопулярніших оперет «Оперета!.. Оперета!.. Оперета!..» — режисер Черкаського облмуздрамтеатру ім. Т. Г. Шевченка Олександр Олексюк, «Інтимні варіації до „Старомодної комедії“» О. Арбузова режисер Київського Національного академічного театру опери та балету Сергій Архипчук, «Моя парижанка» Р. Ламуре — режисер Олександр Бойцов (м. Суми), «Кін IV» Григорія Горіна та «Украдене щастя» І. Франка — режисер Василь Юрців (м. Івано-Франківськ). Вистава «Каліка з острова Інішмаан» Мартіна Мак-Дони вийшла у постановці Володимира Петріва.
Оркестр театру під керівництвом головного диригента народного артиста України Зиновія Крета складається з висококваліфікованих музикантів, досвідчених фахівців, що постійно підвищують свій професійний рівень. У театрі працює балет під керівництвом балетмейстера Олександра Віюка.
Щорічно театр бере участь у традиційному театральному фестивалі «Прем'єри сезону», що проходить у травні в місті Івано-Франківську, де здобуває високі оцінки, двічі брав участь у традиційному літньому театральному фестивалі у місті Зволені (Словаччина), у 2001 році — у ІІІ міжнародному театральному фестивалі «Мандруючі зірки», що проводився у Києві.
Колектив Рівненського обласного академічного українського музично-драматичного театру активно гастролює по країні та за кордоном.
У червні 2024 року театр оголосив про започаткування Рівно-трансформаційного Різдвяного фестивалю «Скрудж Фест», який пройде у грудні 2024-го.

## Галерея

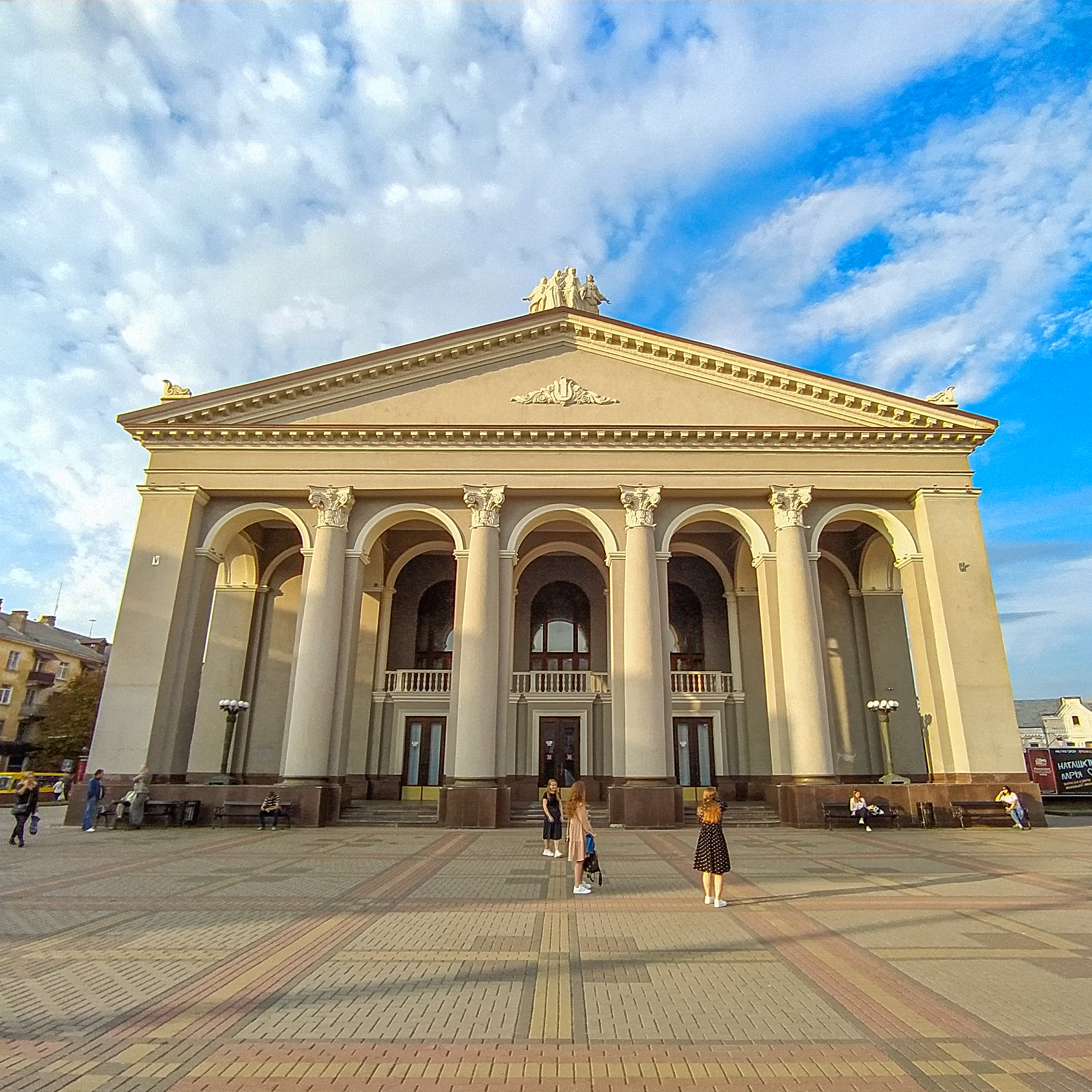
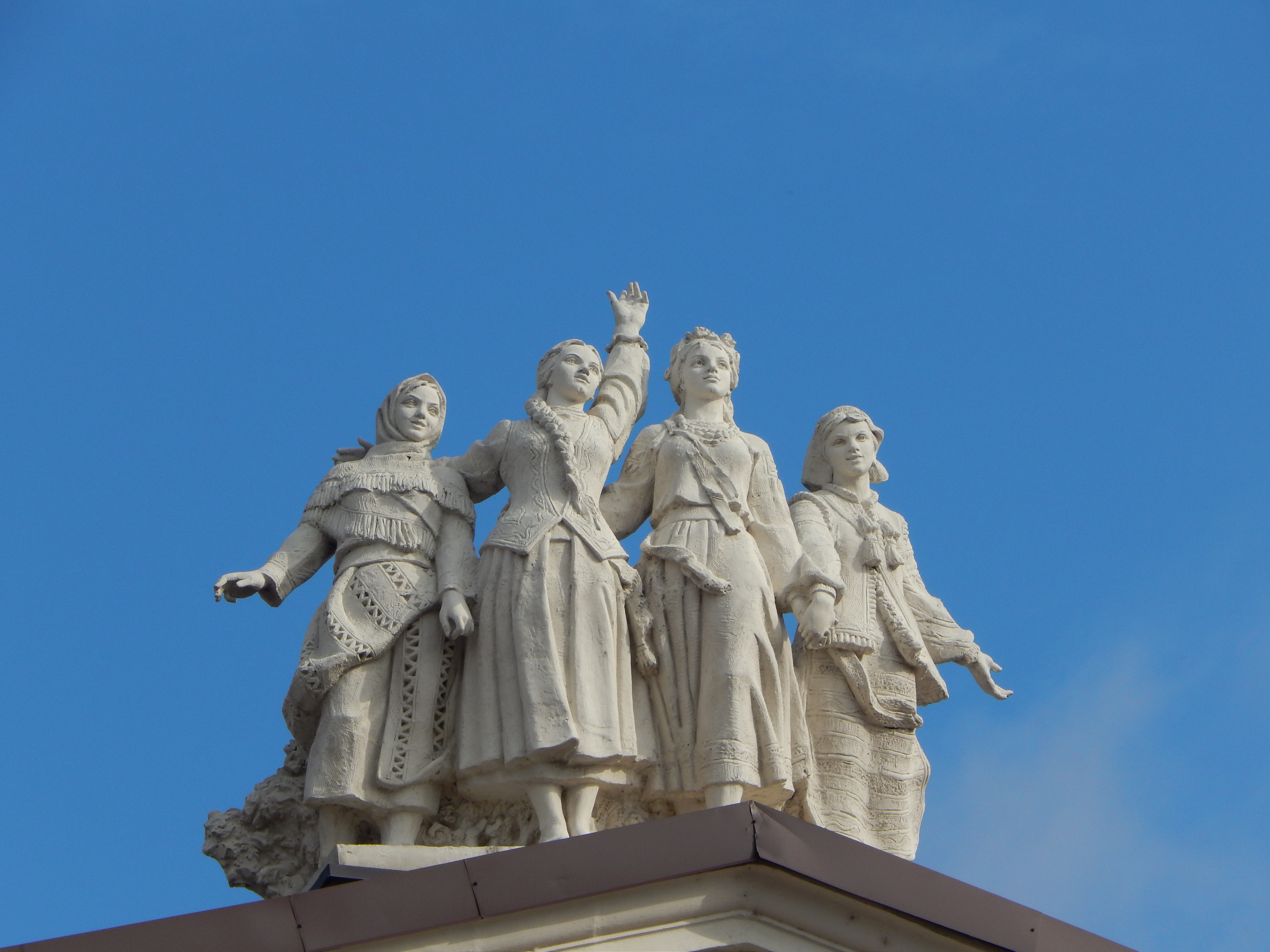
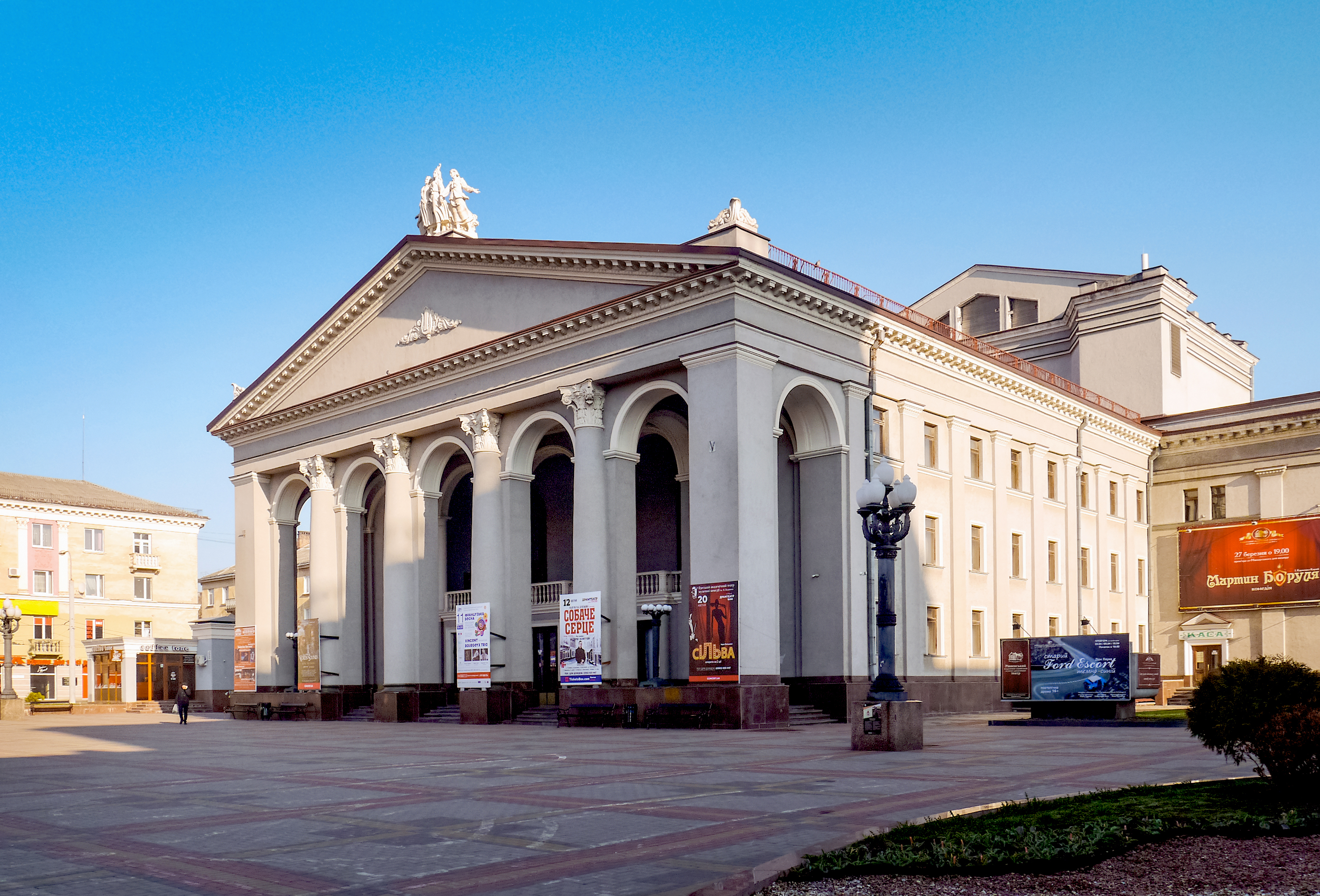
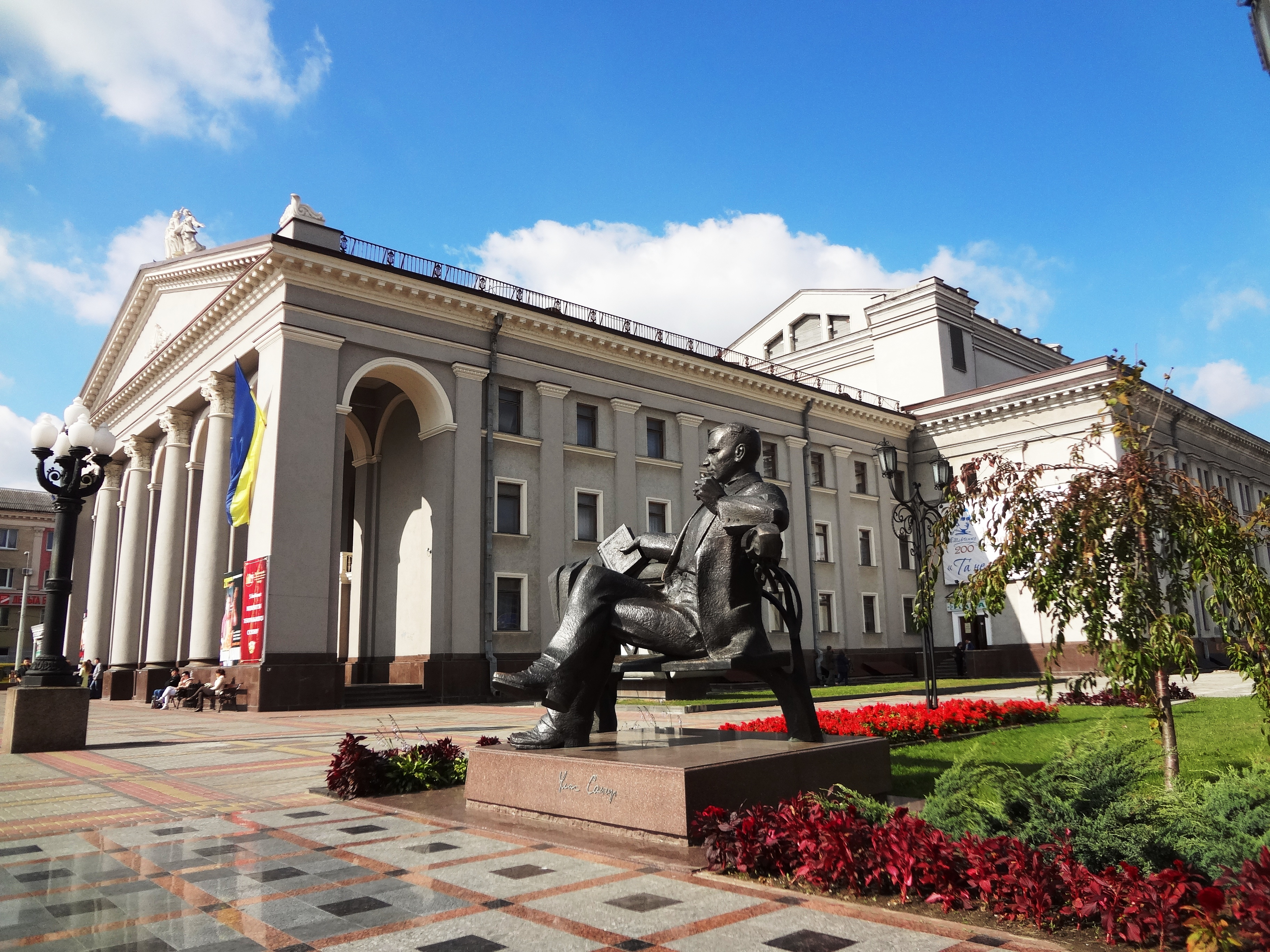
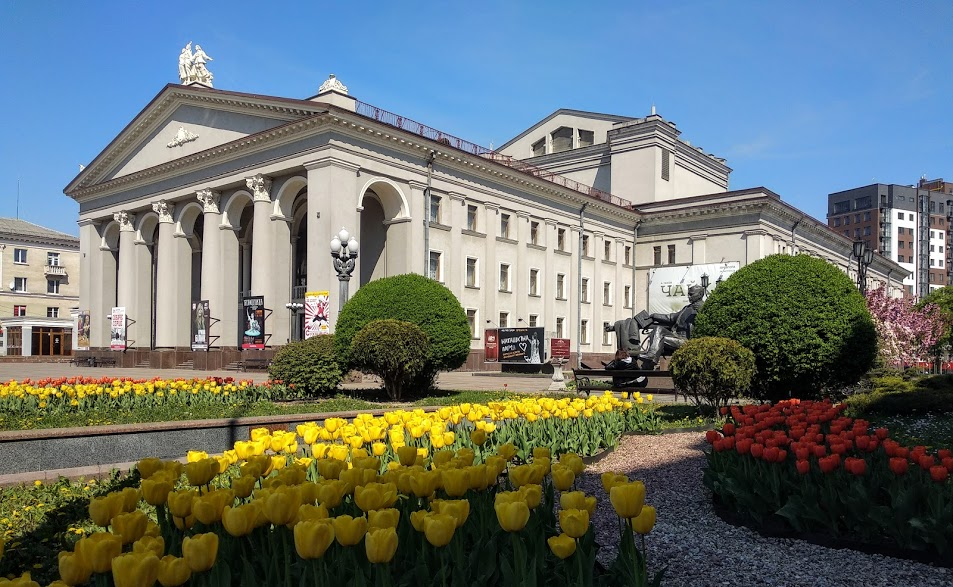

## Виноски
1. ↑  Луценко В. І. Ровно // Архітектура // Українська радянська енциклопедія : у 12 т. / гол. ред. М. П. Бажан ; редкол.: О. К. Антонов та ін. — 2-ге вид. — К. : Головна редакція УРЕ, 1983. — Т. 9 : Поплужне — Салуїн. — 558, [2] с., [24] арк. іл. : іл., табл., портр., карти + 1 арк с., стор. 416
2. ↑  Схема залів на Офіційній вебсторінці театру
3. ↑  Контакти театру на Офіційній вебсторінці
4. ↑  Рівненський академічний обласний театр ляльок у розділі «Театри» [Архівовано 2009-12-20 у Wayback Machine.] на Офіційна вебсторінка Рівненської обласної державної адміністрації [Архівовано 24 грудня 2009 у Wayback Machine.]
5. ↑  Рівненський обласний музично-драматичний театр став академічним // інф. на www.zik.com.ua ЗІК («Західна інформаційна корпорація»)
6. ↑  Рівненський музично-драматичний театр руйнується через будівництво підземного комплексу // інф. за 29 липня 2009 року на www.zik.com.ua ЗІК («Західна інформаційна корпорація»)
7. ↑  Ялинки не буде: Рівненський облмуздрамтеатр відновлює показ вистав для глядачів - rivne-city.com. rivne-city.com (укр.). 18 листопада 2020. Процитовано 19 листопада 2020.
8. ↑  Історія театру на Офіційній вебсторінці
9. ↑  Олег ВЕРГЕЛІС (27 травня 2016). Слова Макдонаха, музика Ніколаєва (укр.). «Дзеркало тижня». Процитовано 9 жовтня 2023.
10. ↑  Рівне претендує на звання різдвяної столиці України (укр.). «7 днів». 31 травня 2024. Процитовано 6 червня 2024.
11. ↑  Ольга ДАНИЛИШИНА, Назар МІДРІГАН (3 червня 2024). «Хочемо зробити казку»: у Рівному презентували фестиваль «Скрудж Фест» (укр.). «Суспільне Рівне». Процитовано 6 червня 2024.
12. ↑  Людмила ЖУК (4 червня 2024). Різдвяний фестиваль «Скрудж фест» відбудеться у Рівному (укр.). «Рівне 1». Процитовано 6 червня 2024.